# ヴィェンツェスラヴァ・ハドリチコヴァー
ヴィェンツェスラヴァ・ハドリチコヴァー（チェコ語: Věnceslava Hrdličková、スロバキア語: Věnceslava Hrdličková、1924年9月15日 - 2016年1月20日）は、チェコスロバキア生まれのチェコの東洋学者（日本学）。学位はPhDr.（プラハ・カレル大学・1950年）。名の「Věnceslava」は、省略してヴェナ（チェコ語: Věna、スロバキア語: Věna）と表記されることもある。
プラハ・カレル大学哲学部准教授などを歴任した。

## 来歴

### 生い立ち
1924年9月15日、チェコスロバキア共和国の首都であるプラハ市に生まれた。プラハ市に所在するエリシキ・クラースノホルスケー中等学校を経て、中国語を学んだ。
第二次世界大戦終結後、1945年から1950年にかけて、プラハ市に所在するプラハ・カレル大学に在学し、英語を学んだ。なお、その間、1947年から1948年にかけてアメリカ合衆国のマサチューセッツ州ケンブリッジに所在するハーバード大学に留学し、日本語を学んだ。1950年、プラハ・カレル大学にて大学院の課程を修了し、PhDr.の学位を取得した。

### 研究者として

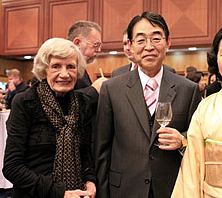
2006年12月7日、天皇誕生日祝賀レセプションにてチェコ駐箚日本国特命全権大使熊澤英昭（右）と

夫であるズデニェク・ハドリチカは、チェコスロバキア共和国、および、その後身のチェコスロバキア社会主義共和国にて情報省の官僚として働いていた。そのため、夫が外交使節団として中国に赴任した際には、ともに中国に渡って4年間ほど滞在し、中国文化についての研究に従事した。また、夫が日本にも赴任したことから、その際には日本文化の研究に従事した。1954年から1982年にかけては、母校であるプラハ・カレル大学に在籍し、哲学部のアジア・アフリカ学科で中国学の研究に従事した。1967年、プラハ・カレル大学よりCSc.の学位を授与された。
1980年代、夫が日本駐箚特命全権大使に任命されたことから、再びともに日本に渡った。その後、チェコスロバキア社会主義共和国は、ビロード革命により1989年にチェコスロバキア連邦共和国となった。母国の体制が激変するなか、1990年に母校であるプラハ・カレル大学に採用され、哲学部の准教授に就任した。なお、1990年から2001年にかけて、チェコ中国友好協会の会長を務めている。
その後、いわゆる「ビロード離婚」により、チェコスロバキア連邦共和国は1993年にチェコとスロバキアに分割された。母国が分割されてからは、故郷であるチェコで暮らしていた。2016年1月20日、チェコの首都であるプラハ市で死去した。

## 研究
専門は東洋学であり、特に日本学などの分野についての研究に従事した。特に落語についての研究が知られており、『寿限無』など落語の噺をチェコ語で紹介する学術書なども著している。1960年代から1970年代に日本で暮らしていたときには鈴本演芸場など頻繁に寄席に通っていた。その結果、五代目古今亭志ん生や三代目古今亭志ん朝らと顔馴染みになり、三代目志ん朝を在日本国チェッコスロヴァキア大使館に招いたこともあったという。五代目志ん生の曾孫弟子にあたる三代目桃月庵白酒とも面識がある。また、1980年代後半からは、中国庭園や日本庭園についての研究に取り組んでおり、アジアの庭園の美学をヨーロッパの庭園に生かすべく、その融合に取り組んだ。なお、1981年にはプラハ盆栽協会を創設した。このように、日本文化をチェコに紹介すべく様々な活動に取り組んでおり、チェコ日本友好協会より名誉会長の称号が贈られている。
これまでの学術的な業績が評価され、1994年にはチェコ科学アカデミーよりフランティシェク・パラツキー賞が授与された。また、これまでの功績により、プラハ市から名誉市民の称号が贈られている。2006年には、「日本文化の研究、紹介及び対日理解の促進に寄与」との功労により、日本から旭日小綬章が授与された。

## 人物
姓の「Hrdličková」の日本語表記には揺れがあり、日本の外務省では「ハドリチコヴァー」と表記している。また、講演録が掲載された『中国語学』では「ハルドリチコヴァー」と表記している。また、名の「Věnceslava」は、短縮形の「Věna」と表記されることもある。

## 家族・親族
夫であるズデニェク・ハドリチカとは、学生時代に知り合った。夫のズデニェクは情報官僚であったが、中国学や日本学の研究者としても知られている。また、日本語にも堪能であり、第51回国会の委員会審議にて衆議院議員の田原春次がズデニェクの語学力に言及している。息子のズデニヤク・ハドリチカは、流暢に日本語を操るため通訳、翻訳家などとして活躍している。

## 略歴
- 1924年 - プラハ市にて誕生[2]。
- 1950年 - プラハ・カレル大学大学院修了[2]。
- 1981年 - プラハ盆栽協会共同創設者[1]。
- 1990年 - プラハ・カレル大学哲学部准教授[2]。
- 2016年 - プラハ市にて死去[2]。

## 賞歴
- 1994年 - フランティシェク・パラツキー賞[1]。

## 栄典
- 2006年 - 旭日小綬章[5]。

## 著作

### 共著
- Text von Zdeněk Hrdlička und Věnceslava Hrdličková, Fotografien von Zdeněk Thoma, Japanische Gartenkunst, Artia, 1981. NCID BA9090830X
- Text von Zdeněk Hrdlička und Věnceslava Hrdličková, Fotografien von Zdeněk Thoma, aus dem Tschechischen von Anna Urbanová, Japanische Gartenkunst, Dausien, 1981. ISBN 3768418642
- Text von Zdeněk Hrdlička und Věnceslava Hrdličková, Fotografien von Zdeněk Thoma, aus dem Tschechischen von Anna Urbanov, Japanische Gartenkunst, 2. Aufl, Dausien, 1988. ISBN 3768418642
- Text von Zdeněk Hrdlička und Věnceslava Hrdličková, Fotogr. von Zdeněk Thoma, Ins Dt. übertr. von Anna Urbanová, Japanische Gartenkunst, Dausien, 1996. ISBN 3768415643

### 寄稿、分担執筆、等
- Übertragen vom Franz Kuhn, mit einem Nachwort und Anmerkungen herausgegeben von Věnceslava Hrdličková, Chinesische Novellen, Insel, 1985. ISBN 3458325484

### 講演録
- ヴィエンツェスラヴァ・ハルドリチコヴァー稿「チェコ・スロヴァキアに於ける中国語研究の歴史と現状」『中国語学』86号、日本中国語学会、1959年6月、7-10頁。ISSN 0578-0969

### 註釈
1. ↑  「gymnázium」の訳語にはさまざまあるが、本記事では中等学校と表記した。
2. ↑  当時の在外公館の名称及び位置並びに在外公館に勤務する外務公務員の給与に関する法律においては「チェッコスロヴァキア」との表記を採用しており、本記事の大使館の表記もそれに倣った。

## 関連人物
- 古今亭志ん生 (5代目)
- 古今亭志ん朝
- 桃月庵白酒